# Tabanus commixtus
Tabanus commixtus är en tvåvingeart som beskrevs av Walker 1860. Tabanus commixtus ingår i släktet Tabanus och familjen bromsar. Inga underarter finns listade i Catalogue of Life.